# Lijst van Europese ontdekkingsreizen
Deze lijst geeft een overzicht van de belangrijkste Europese aardrijkskundige ontdekkingen vanaf de 15e eeuw tot heden. Daarvoor zijn ook al enkele ontdekkingen gedaan, zoals IJsland, Groenland en Vinland, maar pas vanaf de 15e eeuw komt dit in een stroomversnelling. (sup)

## 15e eeuw
- 1419 – Het eiland Madeira wordt door de Portugezen (her)ontdekt
- 1427 – Portugese zeelieden ontdekken de Azoren in de Atlantische Oceaan
- 1434 – De Portugezen varen voor het eerst voorbij Kaap Bojador, een kaap die men voorheen niet voorbij durfde te varen uit angst voor diverse legenden
- 1435 – Op de westkust van de Sahara wordt de Rio de Oro ontdekt door Afonso Gonçalves de Antona Baldaya
- 1441 – De Portugese kapitein Nuno Tristão rondt Kaap Blanco
- 1443 – Portugezen zeilen voorbij de Sahara en ontdekken dat er ten zuiden daarvan weer vruchtbare kusten te vinden zijn
- 1444 – Dinis Dias ontdekt de Cabo Verde. Eerste handelsposten gesticht
- 1450 – Alvise Cademosto ontdekt de onbewoonde eilanden van de archipel Kaapverdië
- 1456 – Cadomosto vaart als eerste de Gambia in West-Afrika op
- 1458 – Diogo Gomes vaart de golf van Guinee binnen en ontdekt de kust van Guinee-Bissau
- 1469 – Pero de Escobar en Joao de Santarem ontdekken de kust van het huidige Ghana
- 1471 – Fernao Gomes is de eerste Europeaan die de evenaar passeert
- 1472 – Fernando Poo ontdekt zijn gelijknamige eiland voor de kust van Midden-Afrika
- 1475 – Sao Tomé en Principe worden ontdekt door de Portugezen
- 1482 – Diogo Cão ontdekt de monding van de Kongo
- 1485 – Diogo Cão verkent de kust van het huidige Namibië tot Kaap Kruis
- 1488 – Bartolomeu Dias rondt Kaap de Goede Hoop, Afrika’s zuidelijkste punt
- 1489 – Pêro da Covilhã hoort als eerste Europeaan over het bestaan van Madagaskar
- 1492 – Christoffel Columbus ontdekt Amerika. Hij landt op de Bahama's
- 1492 – Columbus ontdekt de grote eilanden Cuba en Hispaniola
- 1493 – Pêro da Covilhã bereikt Abessinië
- 1493 – Op zijn tweede reis ontdekt Columbus de Kleine Antillen en Puerto Rico
- 1494 – Columbus ontdekt Jamaica
- 1497 – John Cabot ontdekt Newfoundland, een deel van Noord-Amerika
- 1498 – Columbus ontdekt de eilanden Trinidad en Tobago en de monding van de Orinoco
- 1498 – Vasco da Gama ontdekt de zeeweg naar Indië via de Indische Oceaan
- 1499 – Amerigo Vespucci verkent de Venezolaanse kust en het eiland Curaçao

## 16e eeuw
- 1500 – Amerigo Vespucci verkent verder de Zuid-Amerikaanse kust en ontdekt de monding van de Amazone
- 1500 – Brazilië wordt door de Portugees Pedro Álvares Cabral ontdekt
- 1500 – Diogo Dias, kapitein op de vloot van Cabral vaart langs Madagaskar
- 1500 – Gaspar Corte-Real ontdekt de zuidpunt van het eiland Groenland
- 1501 – Vespucci verkent de oostkust van Zuid-Amerika tot Cabo Frio op 23°Z
- 1502 – Christoffel Columbus ontdekt het vasteland van Midden-Amerika, het huidige Costa Rica
- 1502 – Vasco da Gama ontdekt op zijn tweede reis de Seychellen
- 1503 – Juan de Bermudez (Juan de Bermúdez) ontdekt de Bermuda-eilanden
- 1505 – Lourenço de Almeida, zoon van de Portugese onderkoning Francisco de Almeida, ontdekt het eiland Ceylon ten zuiden van Indië
- 1505 – Pedro Mascarenhas ontdekt de eilanden Réunion en Mauritius in de Indische Oceaan
- 1508 – De Spanjaarden ontdekken dat Cuba een eiland is
- 1509 – Eerste Portugese expeditie naar het schiereiland Malakka
- 1511 – Jerónimo de Aguilar en Gonzalo de Guerrero stranden in Yucatán
- 1511 – Onder leiding van generaal Alfonso d'Albuquerque werd  Malakka door de Portugezen bezet en werd een strategische basis voor verdere Portugese expansie in Oost-Indië.
- 1512 – De Portugees Francisco Serrão bereikt als eerste de zogenaamde Specerijeilanden, (Molukken)
- 1513 – Vasco Núñez de Balboa bereikt als eerste Europeaan de Stille Oceaan
- 1513 – Juan Ponce de León ontdekt het Noord-Amerikaanse schiereiland Florida
- 1516 – De Rio de la Plata in Zuid-Amerika wordt ontdekt door Juan Díaz de Solís
- 1517 – Francisco Hernández de Córdoba verkent de kust van het schiereiland Yucatán
- 1518 – Juan de Grijalva verkent de Mexicaanse golfkust
- 1519 – Spaanse Conquistadores ontdekken het eiland Barbados
- 1519 – Pinedo verkent de noordkust van de Golf van Mexico
- 1519 – Hernán Cortés ontdekt de hoofdstad van het Azteekse rijk, Tenochtitlan
- 1519 – Ferdinand Magellaan begint aan zijn rondreis rond de wereld. Onderweg ontdekt hij de, later naar hem vernoemde, zeestraat naar de Stille Oceaan
- 1522 – De Victoria, een schip van Magellaans vloot, bereikt onder leiding van Juan Sebastián Elcano Spanje. Eerste reis om de wereld.
- 1522 – d’Avila verkent het huidige Nicaragua in Midden-Amerika
- 1524 – Het eiland Manhattan wordt ontdekt door Giovanni da Verrazzano
- 1524 – Hernán Cortés ontdekt Honduras
- 1526 – De Portugezen ontdekken het eiland Nieuw-Guinea
- 1527 – Het huidige Paraguay wordt verkend door Spaanse ontdekkingsreizigers
- 1529 – Spaanse avonturiers ontdekken de Marshalleilanden in de Stille oceaan
- 1532 – Francisco Pizarro ontdekt het uitgestrekte Incarijk in het westen van Zuid-Amerika
- 1533 – Fortún Ximénez bereikt Neder-Californië
- 1533 – Hernando de Grijalva ontdekt de Revillagigedo-eilanden
- 1534 – Jacques Cartier ontdekt de Saint Lawrence
- 1535 – Fray Tomás de Berlanga ontdekt bij toeval de Galápagoseilanden
- 1540 – García López de Cárdenas ontdekt de Grand Canyon in Noord-Amerika
- 1541 – De Mississippi wordt ontdekt door Hernando de Soto
- 1542 – Francisco de Orellana vaart de Amazone af en steekt Zuid-Amerika over
- 1543 – Ruy López de Villalobos ontdekt de Bonineilanden ten zuidwesten van Japan
- 1553 – Hugh Willoughby ontdekt Nova Zembla
- 1565 – Andrés de Urdaneta ontdekt de oostwaartse zeilroute over de Grote Oceaan tussen de Filipijnen en Nieuw-Spanje
- 1567 – Alvaro de Mendaña de Neira ontdekt de Salomonseilanden en Tuvalu in de Stille Oceaan
- 1574 – Ten westen van Chili wordt de Juan Fernández-archipel ontdekt
- 1576 – Martin Frobisher (her)ontdekt de zuidkust van Groenland
- 1578 – Francis Drake komt tot de conclusie dat Vuurland een eiland is
- 1592 – John Davis ontdekt de Falklandeilanden
- 1596 – Willem Barentsz (her)ontdekt Spitsbergen en Nova Zembla
- 1595 – De Spanjaard De Queirós ontdekt de Santa Cruzeilanden, de Nieuwe Hebriden

## 17e eeuw
- 1602 – De kust van Californië wordt door Spaanse missionarissen ontdekt
- 1606 – De Nederlandse Willem Jansz ontdekt Australië. Hij landt op het schiereiland Kaap York
- 1606 – Luis Vaéz de Torres vaart door de naar hem genoemde zeestraat tussen Australië en Nieuw-Guinea, Straat Torres
- 1609 – Keeling ontdekt de Cocoseilanden ten noordwesten van Australië
- 1610 – Henry Hudson ontdekt de enorme baai die naar hem vernoemd wordt
- 1611 – Hendrik Brouwer ontdekt een snellere route naar Java door vanaf de Kaap de Goede Hoop pal oostwaarts te varen
- 1614 – Jan Jacobsz. May van Schellinkhout ontdekt het eiland Jan Mayen ten noorden van IJsland
- 1614 – Adriaen Block vaart de rivier de Connecticut op
- 1615 – De Fransman Champlain ontdekt het Huronmeer
- 1615 – William Baffin komt tot de conclusie dat de Baffinbaai geen doorvaart is
- 1616 – De Nederlanders Schouten en Le Maire rondden voor het eerst Kaap Hoorn
- 1616 – Schouten ontdekt de Admiraliteitseilanden ten westen van Nieuw-Guinea
- 1616 – Ontdekking van de eilanden New Britain en New Ireland bij Nieuw-Guinea
- 1622 – Een Nederlands schip ontdekt Kaap Leeuwin, de zuidwestpunt van Australië
- 1623 – Jan Carstensz ontdekt Arnhemland, een deel van Noord-Australië
- 1627 – De Hollandse kapitein François Thijssen ontdekt de zuidkust van Australië
- 1642 – Abel Tasman ontdekt Van Diemens Land, Tasmanië
- 1643 – Nieuw-Zeeland wordt ontdekt. Tasman denkt aan het onbekende Zuidland
- 1643 – Maarten Gerritsz. de Vries ontdekt de Koerilen ten noorden van Japan
- 1643 – De Nederlander Abel Tasman ontdekt het grote Zuidzee-eiland Fiji
- 1643 – Christmaseiland ten noordoosten van Australië ontdekt door de Brit William Mynors
- 1644 – Nederlandse koopvaarders ontdekken het grote eiland Sachalin boven Japan
- 1675 – Anthony de la Roché (Antoine de la Roché) ontdekt Zuid-Georgia
- 1678 – La Salle ontdekt de Niagarawatervallen in Noord-Amerika
- 1690 – Henry Kelsey ontdekt de rivier de Sasketchewan in Canada

## 18e eeuw
- 1712 – Ten noorden van Rusland worden de Nieuw-Siberische eilanden ontdekt
- 1722 – De Nederlander Jacob Roggeveen ontdekt Samoa en Paaseiland
- 1728 – Vitus Bering ontdekt de zeestraat tussen Azië en Noord-Amerika
- 1739 – Bouveteiland in de zuidelijke oceaan ontdekt door een Noor
- 1741 – De Aleoeten ten zuiden van Alaska worden door Bering ontdekt
- 1741 – De Russische ontdekkingsreiziger Vitus Bering ontdekt het vasteland van Alaska
- 1762 – Tahiti wordt ontdekt door de Franse zeevaarder Bougainville
- 1767 – Britse ontdekkingsreizigers ontdekken het eiland Pitcairn
- 1768 – De Fransman Bougainville ontdekt het, later naar hem genoemde, eiland in de Tasmanzee
- 1769 – De Brit James Cook ontdekt dat Nieuw-Zeeland wel degelijk een eiland is
- 1770 – Cook ontdekt Botany Bay op de vruchtbare zuidoostkust van Australië
- 1772 – James Bruce ontdekt het Tanameer in het binnenland van het huidige Ethiopië
- 1772 – De Fransman Yves Kerguelen ontdekt het, later naar hem genoemde, eiland in de oceaan
- 1773 – Cook passeert als eerste mens de Zuidpoolcirkel
- 1773 – Tobias Furneaux ontdekt de, later zijn naamdragende, eilandengroep ten noorden van Tasmanië
- 1774 – Cook ontdekt de South Sandwich en de South Georgia eilanden in de IJszee
- 1775 – Cook ontdekt eveneens het eiland Nieuw-Caledonië in de Tasmanzee
- 1779 – De Genootschapseilanden in de Stille Oceaan worden door Cook ontdekt, Hawaï
- 1780 – Ivan Ljachov verkent de Nieuw-Siberische eilanden
- 1789 – De Schot David Mackenzie ontdekt de zeer lange rivier de Mackenzie in Noord-Canada
- 1792 – George Vancouver verkent de zuidwestkust van het huidige Canada
- 1792 – De monding van de rivier de Columbia in Noord-Amerika wordt ontdekt
- 1792 – Franse ontdekkingsreizigers ontdekken de Loyaliteitseilanden
- 1796 – David Thomson ontdekt het Athabascameer in Noord-Amerika
- 1798 – De zeestraat tussen Australië en Tasmanië wordt voorbij Kaap Leeuwin ontdekt door de Brit Matthew Flinders
- 1798 – Britse zeevaarders ontdekken het eilandje Nauru ten noorden van Fiji

## 19e eeuw
- 1800 – Alexander von Humboldt verkent de rivier de Orinoco
- 1800 – De Antipodeneilanden ten zuiden van Nieuw-Zeeland worden ontdekt
- 1802 – De gehele Australische kust wordt in kaart gebracht. Veel nieuwe ontdekkingen
- 1806 – De Aucklandeilanden ten westen van Nieuw-Zeeland worden ontdekt door Bristol
- 1806 – De Schot Mungo Park verkent de loop van de rivier de Niger
- 1807 – David Thomson trekt de Rocky Mountains over
- 1810 – Het onbewoonde eiland Macquarie ten zuiden van Tasmanië wordt ontdekt
- 1810 – Campbelleiland ten westen van Nieuw-Zeeland wordt ontdekt
- 1812 – Johann Ludwig Burckhardt ontdekt de verloren stad Petra in de Arabische woestijn
- 1819 – Tijdens het ronden van Kaap Hoorn wordt William Smith naar het zuiden geblazen en ontdekt zo de Zuidelijke Shetlandeilanden
- 1820 – De Rus Fabian Gottlieb von Bellingshausen ziet als eerste het continent Antarctica
- 1821 – De South Orkney Islands in de Zuidelijke IJszee worden ontdekt
- 1821 John Davis gaat aan land op het Antarctisch Schiereiland
- 1823 – Het uitgestrekte Tsjaadmeer in de zuidelijke Sahara wordt voor het eerst op de kaart gezet
- 1823 – James Weddell ontdekt de Weddellzee
- 1824 – Hume en Hovell verkennen de Australische Alpen
- 1825 – Peter Skene Ogden verkent de woestijnen van het huidige Nevada
- 1826 – Robert Laing betreedt als eerste Europeaan het legendarische Timboektoe
- 1826 – Jedediah Smith bereikt als eerste Californië over land
- 1829 – John Ross ontdekt het schiereiland Boothia, het noordelijkste deel van Amerika
- 1829 – De Australische rivieren Murray en Darling worden in kaart gebracht door Sturt
- 1829 – William Moorcroft bezoekt als eerste Europeaan Boekhara in Centraal-Azië
- 1831 – John Ross ontdekt de plaats van het magnetische noorden
- 1831 John Biscoe ontdekt Enderbyland, Adelaide Island, Grahamland, de Pitt Islands en de Biscoe Islands
- 1832 – Henry Rowe Schoolcraft ontdekt het Itascameer, de oorsprong van de Mississippi
- 1833 – Joe Walker ontdekt de Yosemite Valley
- 1833 – Peter Kemp ontdekt Kempland
- 1839 – Jules Sébastien César Dumont d'Urville ontdekt Terre Adélie
- 1840 – Charles Wilkes ontdekt Wilkesland op Antarctica. Hij brengt meer dan 2000 km kust in kaart.
- 1841 – James Clark Ross ontdekt Victorialand, Mount Erebus en het Rossijsplateau
- 1841 – Het Eyremeer in Australië wordt ontdekt
- 1843 – John Charles Frémont leidt een wetenschappelijke expeditie naar het Great Salt Lake in het westen van Noord-Amerika
- 1844 – Joseph Gabet doorkruist China en Tibet
- 1848 – In het oerwoud van Guatemala worden de indiaanse ruïnes van Tikal ontdekt
- 1848 – Johann Rebmann ontdekt de Kilimanjaro, Afrika’s hoogste berg
- 1849 – Johann Krupf ontdekt de Mount Kenya, de op een na hoogste berg van Afrika
- 1849 – De Schot David Livingstone ontdekt de rivier de Okavango die niet in zee uitmondt
- 1850 – David Livingstone verkent de loop van de rivier de Zambezi
- 1851 – Sir Robert McClure ontdekt Bankseiland ten noorden van Canada
- 1853 – Richard Burton bezoekt de verboden steden Mekka en Medina
- 1855 – David Livingstone ontdekt de Victoriawatervallen in het zuiden van Afrika
- 1856 – Livingstone steekt als eerste Europeaan Afrika in de breedte over
- 1856 – De Britten ontdekken de hoogste berg van de wereld in de Himalaya
- 1858 – Burton en Speke ontdekken het grote Tanganyikameer
- 1858 – De Brit Speke ontdekt het Victoriameer, het grootste meer van Afrika
- 1859 – De Amerikaan Brooks ontdekt de Midwayeilanden ten noordwesten van Hawaï
- 1860 – Franse ontdekkingsreizigers ontdekken de ruïnes van de tempels van Angkor Vat
- 1861 – De loop van de rivier de Ashburton in West-Australië wordt verkend
- 1862 – John McDouall Stuart maakt een oversteektocht door Australië van de oceaan in het zuiden tot aan de Arafurazee
- 1863 – Samuel Baker ontdekt het Albertmeer in het Afrikaanse binnenland
- 1865 – Karl Klaus von der Decken verkent delen van het huidige Somalië
- 1866 – De Fransman Garnier verkent de Mekong in Zuidoost-Azië
- 1870 – Schweinfurt ontdekt de rivier de Oubangi in Afrika, een zijrivier van de Congo
- 1871 – Livingstone ontdekt het Bangweulumeer in het Afrikaanse oerwoud
- 1873 – William Gosse ontdekt de Uluṟu in het binnenland van Australië
- 1876 – Henry Morton Stanley ontdekt de bronnen van de Nijl
- 1877 – Stanley verkent de loop van de rivier de Kongo, de op een na grootste rivier van Afrika
- 1878 – Stanley ontdekt het Edwardmeer en de Stanley Falls in het Afrikaanse binnenland
- 1879 – De eilandengroep Frans-Jozefland wordt ontdekt door de Oostenrijkers
- 1879 – De Zweed Otto Nordenskjold vaart als eerste door de Noordoost doorvaart
- 1881 – De Brit Long ontdekt het eiland Wrangel ten noorden van Siberië
- 1883 – De Sturtwoestijn (Sturt Stony Desert) in het hart van Australië wordt in kaart gebracht
- 1886 – Robert Peary trekt als eerste het binnenland van Groenland in
- 1888 – De legendarische Ruwenzoribergen (Maanbergen) wordt door Stanley ontdekt, 5190 m
- 1888 – Fridtjof Nansen steekt als eerste Groenland over van oost naar west
- 1888 – Het Turkanameer in de hoorn van Afrika wordt ontdekt door de Oostenrijker Hohnel
- 1891 – De Brit Francis Younghusband verkent het Pamirgebied in Centraal-Azië
- 1891 – De Fransman Jean Dybowski verkent de Centraal-Afrikaanse Republiek
- 1893 – Max Kingsley brengt het regenwoud van Gabon in kaart
- 1894 – Het grote Kivumeer in het Afrikaanse Hoogland wordt ontdekt
- 1895 – De eerste mens zet voet op Antarctica, Henry Bull
- 1897 – Sven Anders Hedin ontdekt de moerassen van Lop Nur in Tibet
- 1898 – William Rudall verkent de woestijnen van Noordwest-Australië
- 1899 – Adrien de Gerlache ontdekt de Gerlachestraat en overwintert met de Belgica op het pakijs, de eerste overwintering op Antarctica

## 20e eeuw
- 1902 – Otto Sverdrup ontdekt Axel Heibergeiland in het uiterste noorden van Canada
- 1902 – Robert Scott verkent het Ross-ijsplateau op Antarctica
- 1903 – Eugène Lenfant toont aan dat het Tsjaadmeer in verbinding staat met de Niger
- 1905 – Roald Amundsen maakt als eerste de Noordwestelijke doorvaart.
- 1906 – De Savoye verkent de Ruwenzori keten, de legendarische Maanbergen van Afrika.
- 1906 – Percy Fawcett verkent het grensgebied tussen Bolivia en Brazilië
- 1907 – Jacques Bacot verkent de stroomgebieden van de Mekong en de Yangtse Kiang
- 1908 – Sven Anders Hedin ontdekt de bronnen van de Indus en de Brahmaputra
- 1908 – Fawcett brengt de onbekende Rio Verde in Bolivia in kaart
- 1909 – De Amerikaan Robert Peary bereikt de Noordpool, voor zijn landgenoot Cook
- 1909 – Cândido Rondon verkent de oerwouden van Mato Grosso en ontdekt een onbekende rivier
- 1909 – De Brit Ernest Shackleton bereikt de Magnetische zuidpool
- 1910 – Fawcett brengt de grens tussen Peru en Brazilië in kaart
- 1911 – Hiram Bingham ontdekt de Inkastad Machu Picchu in het Peruaanse oerwoud
- 1911 – De Noor Amundsen bereikt de Zuidpool in december van dit jaar.
- 1912 – De Duitser Wilhelm Filchner ontdekt het Filchner-Ronne-ijsplateau en de Luitpoldkust
- 1912 – De Fransman Jean Auguste Marie Tilho brengt het Tibestigebergte in de Sahara in kaart
- 1913 – De eilandengroep Severnaya Zemlya ten noorden van Kaap Tsjeljoeskin in Rusland wordt ontdekt door Russische ijsbrekers.
- 1915 – De Canadees Vilhjalmur Stefansson ontdekt de Canadese Borden-, Brock-, Meighen- en Lougheedeilanden
- 1919 – De Hudsonbaai wordt voor het eerst grondig onderzocht en in kaart gebracht
- 1922 – Howard Carter ontdekt in het dal van de koningen het graf van Toetankhamon
- 1923 – Ahmed Hassanein Bey verkent nooit gekarteerde gebieden in de Noordwestelijke Sahara
- 1926 – Frank Kingdon-Ward ontdekt de onbekende bovenloop van de Yarlung Tsangpo in de Himalaya
- 1931? – Henri Lhote verkent het onherbergzaamste deel van de Sahara, het land van de angst
- 1931 – Het luchtschip LZ127 "Graf Zeppelin" vliegt over de Noordelijke IJszee ten noorden van Siberië. Tijdens deze reis werden 500 eilanden ontdekt en een aantal andere van de kaart gehaald
- 1932 – Het onbekende Arabische binnenland wordt voor het eerst doorkruist door St John Philby
- 1933 – Jimmy Angel vliegt in Venezuela over de hoogste waterval ter wereld, de Ángelwaterval, die onder zijn naam algemeen bekend wordt
- 1934 – Een Britse expeditie ontdekt dat Grahamland deel uitmaakt van Antarctica
- 1935 – De Amerikaan Lincoln Ellsworth ontdekt het Vinsonmassief, hoogste berg van Antarctica
- 1936 – Ted Colson steekt als eerste de Australische Simpsonwoestijn in het geheel over
- 1936 – De Nederlander Frits Wissel ontdekt de Wisselmeren op 31 december 1936. Tijdens een vlucht over het binnenland van Nieuw-Guinea zag hij onverwacht een groot meer met kano's onder zich. Hierdoor kwam men erachter dat het Centrale Bergland bewoond werd door Papoeastammen, wat voordien onbekend was.
- 1939 – Lincoln Ellsworth verkent een groot gedeelte van oostelijk Antarctica
- 1941 – De Russische hydrologe Tatjana Oestinova ontdekt op Kamtsjatka de Vallei van de Geisers
- 1954 – De eerste Europeanen betreden de Baliemvallei in het binnenland van Nieuw-Guinea
- 1958 – De Britten Vivian Fuchs en Edmund Hillary steken als eerste over land Antarctica over
- 1958 – Edward Thiel ontdekt in Antarctica een grote bergketen, het Dufekmassief
- 1969 – De Brit Wally Herbert steekt als eerste mens de Noordelijke IJszee over
- 1980 – Op Noord-Borneo wordt de grootste grot ter wereld gevonden (Gunung Mulu)
- 1986 – In Namibië wordt bij Grootfontein "Dragon's Breath Cave", het grootste onderaardse meer ter wereld gevonden
- 1994 – Een Frans-Britse expeditie ontdekt in Tibet de bronnen van de Mekong